# Formentera
Formentera es una isla española situada en el mar Mediterráneo y municipio que forma parte, junto con Mallorca, Menorca e Ibiza, de la comunidad autónoma de las Islas Baleares.
Además, junto con Ibiza y varios islotes forma las llamadas islas Pitiusas, parte del archipiélago de las Islas Baleares. En 2022 tenía una población de 11 418 habitantes, por lo que es la isla balear menos poblada. Formentera es además la cuarta del archipiélago balear en extensión.
El municipio formenterano es el más meridional de Baleares y comprende los núcleos de población de San Francisco Javier (Sant Francesc de Formentera) —capital municipal—, San Fernando de las Rocas (Sant Ferran de ses Roques), Cabo de Berbería (es Cap de Barbaria), Pilar de la Mola, La Sabina (sa Savina), Los Pujols (es Pujols), El Caló (es Caló), Las Bardetas (ses Bardetes) y Las Salinas (ses Salines).

## Geografía

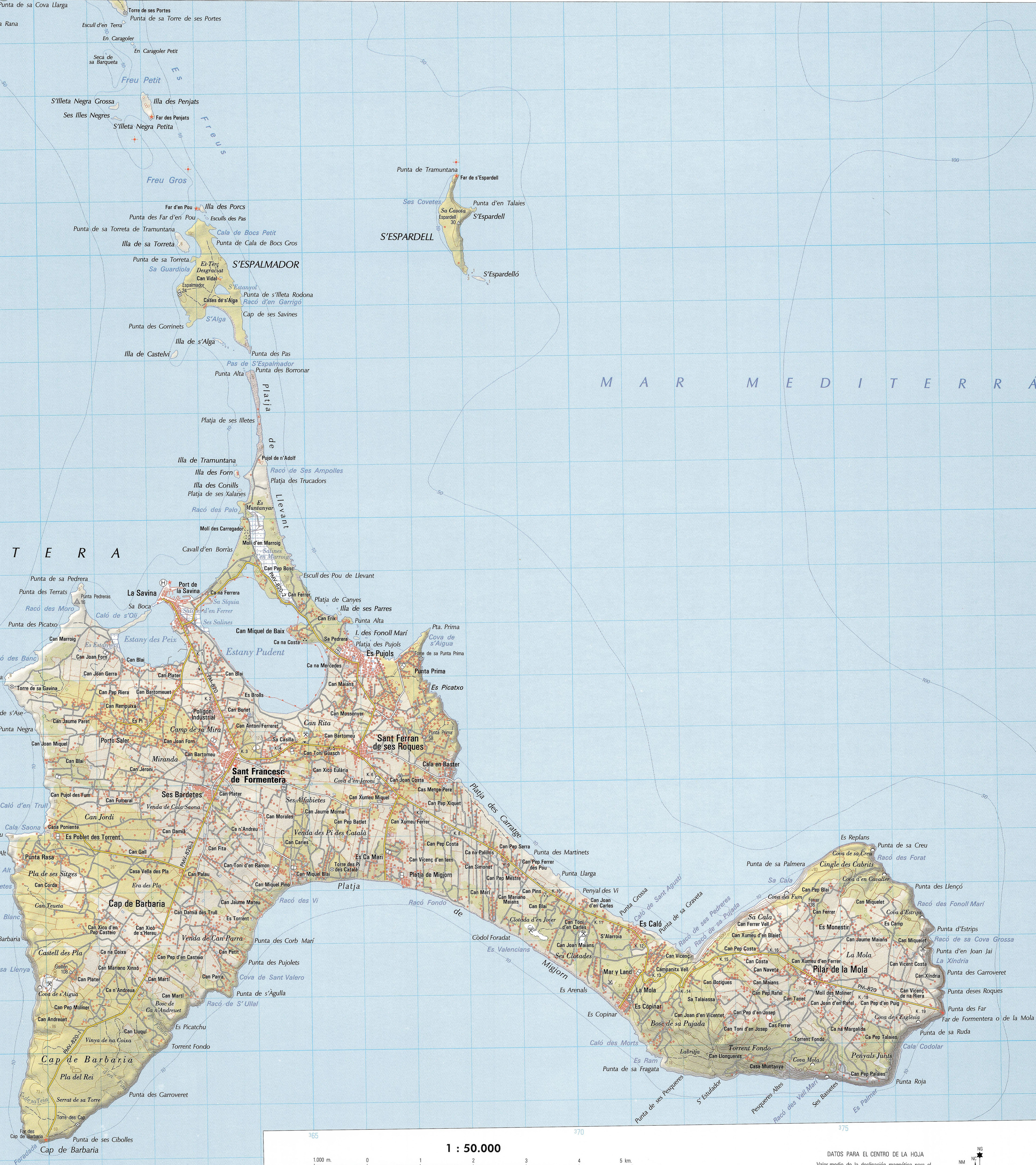
Mapa de la isla

La isla de Formentera es la isla habitada de menor tamaño de las Baleares y la más meridional. Se encuentra situada al sur de la isla de Ibiza, de la que está separada por el estrecho de Los Freus, de 6,3 km de longitud. Su punto más próximo en la península ibérica es Denia (Alicante), a 100 kilómetros.
Cuenta con 69 km de litoral, repletos de playas y acantilados. Se trata de una isla muy llana, siendo su altura máxima de 192 m s. n. m. (La Mola). El clima es suave, con una temperatura media anual de 18,6 grados Celsius y 2883 horas de sol anuales de media. La vegetación, de tipo mediterráneo, combina dunas con bosques de pino, sabina y matorral.
Entre sus playas destacan las de ses Illetes, cala Saona y es Migjorn, que son las que disponen de más arena y menos oleaje, y por ello son las más frecuentadas por familias con niños. Las calas más tranquilas y escondidas son las de la isla de Espalmador, Levante, ses Platgetes y los tramos sin hoteles cerca de es Migjorn. Las playas nudistas están en la isla de Espalmador, en Levante y caló d'Es Mort, aunque el nudismo está muy extendido y es muy normal encontrar gente que lo practica mezclada con otra que no en todas las playas.
La isla de Formentera está conformada administrativamente por un único municipio, llamado igualmente Formentera y que incluye varios islotes deshabitados, los más importantes de los cuales son Espalmador (de unas 240 ha) y Espardell (de 60 ha), ambos situados al norte de la isla.
El núcleo urbano más importante es San Francisco Javier, donde vive más de una cuarta parte de los habitantes de la isla y donde se concentran las administraciones públicas. En La Sabina es donde se encuentra el puerto del mismo nombre, única vía de acceso a la isla. La actividad económica principal es el turismo.
La organización territorial de la isla se articula en cuatro niveles: el casamiento, la venda, la parroquia y el Consejo Insular.

## Historia

### Prehistoria y Antigüedad
La primera presencia humana conocida de Formentera se encuentra en la Edad de Bronce, cuando se construyó, entre 1900 y 1600 a. C., el sepulcro megalítico de Ca na Costa. En este monumento funerario, descubierto en 1974, se encontraron los restos de ocho individuos de entre 20 y 55 años de edad y numerosos objetos, confirmando la existencia de una población estable y organizada en los inicios de la Edad de Bronce, unos mil años antes de que los fenicios se instalaran en la vecina isla de Ibiza. Después de una época en la que permaneció despoblada, se tiene vestigios del paso de las culturas púnica y romana.

### Edad Media

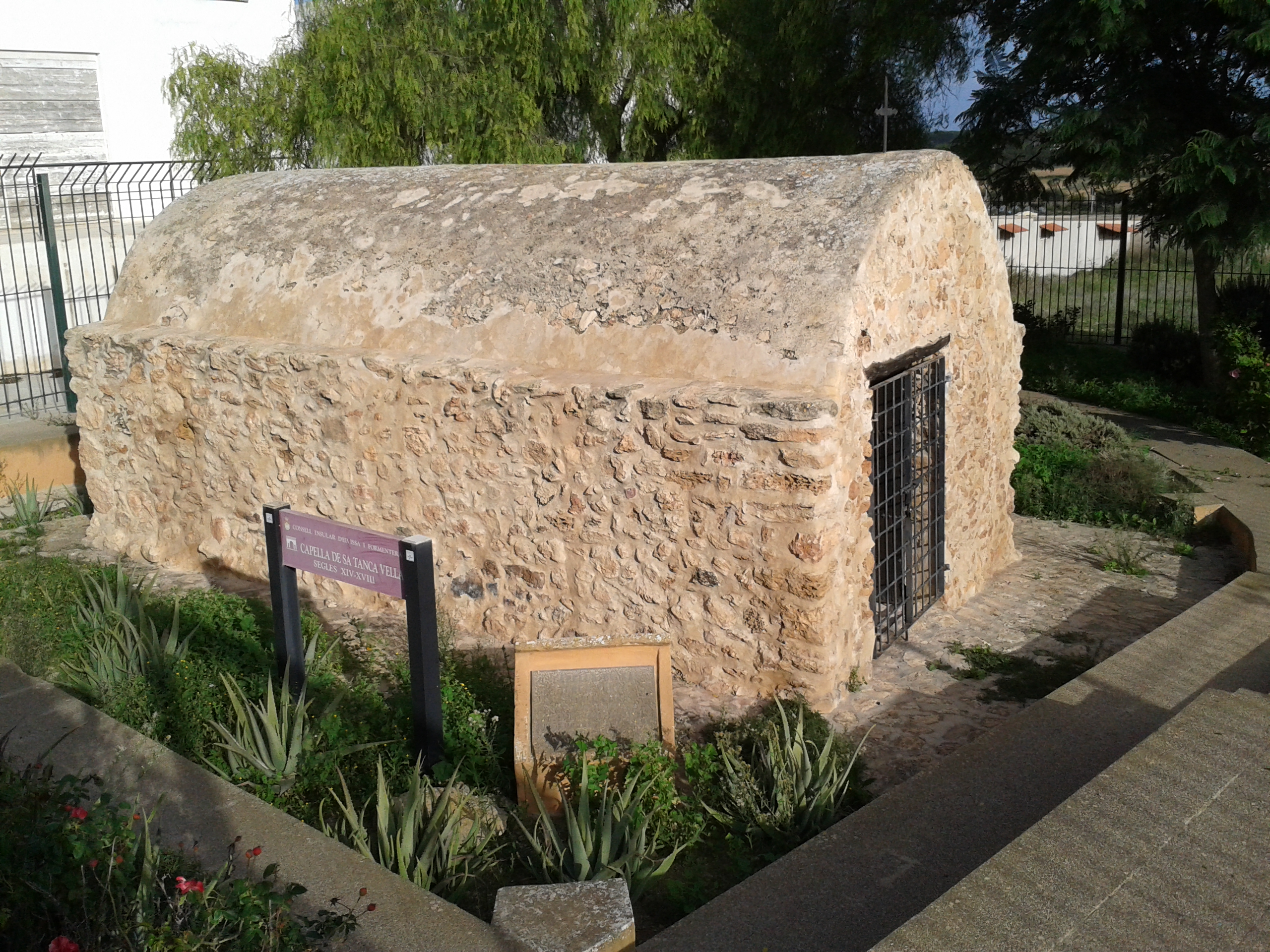
Capilla de Sa Tanca Vella

No hay referencias de si la isla estuvo poblada tras las invasiones visigodas, pero por lo menos a partir del siglo XI, durante la ocupación árabe, la isla contaba con una población estable, pues de dicha época quedan restos de viviendas, pozos y aljibes. En el año 1109 la isla fue saqueada por los noruegos dirigidos por Sigurd I durante la Cruzada Noruega.
Las tropas del rey Jaime I de Aragón, comandadas por el arzobispo Guillermo de Montgrí, conquistaron las islas Pitiusas en 1235, las cuales fueron incorporadas al Reino de Mallorca. Formentera estaba aún habitada por sarracenos, según relata el Libro de los hechos escrito por el mismo Jaime I y que forma parte de las cuatro grandes crónicas medievales de la Corona de Aragón.
Tras la expulsión de la población musulmana, el intento de establecer una población permanente en la isla fracasó, debido a la dureza de la isla y la inseguridad provocada por las incursiones berberiscas. Esta presencia duraría hasta el siglo XV, en que se produce la despoblación, a lo que se conoce como el primer repoblamiento. De esta época es la capilla románica de Sa Tanca Vella, en San Francisco Javier, construida en 1336.
La isla fue donada por el rey Alfonso V de Aragón a Juan de Vallterra, noble y jurista de Valencia —simultáneamente erigido por la Corona Barón de Torres-Torres, población cercana a Sagunto— por documento fechado en 1422, y aunque no llegó a poderse poblar bajo el señorío de los Valltera, por las dificultades de encontrar personas dispuestas a instalarse en la isla ante las amenazas antecitadas pese a los esfuerzos de los jurados de Valencia, los Vallterra mantuvieron el señorío nominal al menos hasta el siglo XVIII.

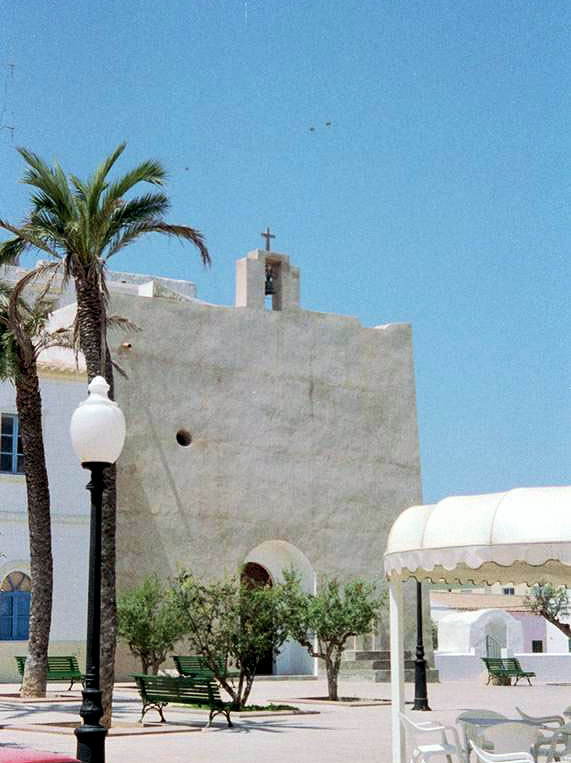
Iglesia de San Francisco Javier

Durante el resto de la Edad Media y el Renacimiento, Formentera sólo se encontró poblada ocasionalmente por habitantes de la isla de Ibiza.

### Edad Moderna

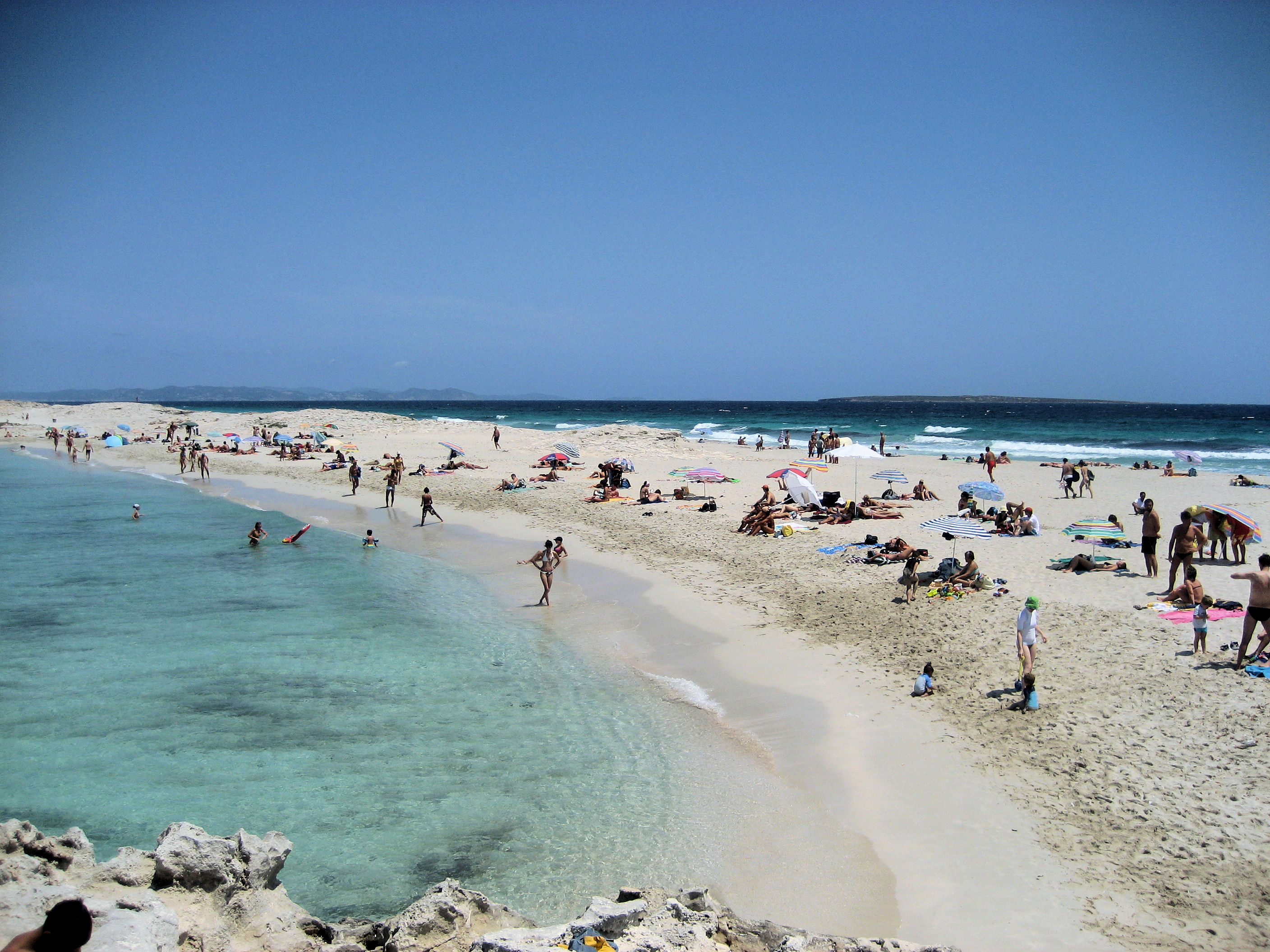
Playa d'es Trucadors

Fue en 1695 cuando se produjo la definitiva repoblación de la isla, realizada por gentes de Ibiza, tras la donación de la isla a los ibicencos Marc Ferrer y Toni Blanc, en pago por los servicios prestados. Unas tres décadas después, en 1726, se erigió la primera iglesia de Formentera, dedicada a san Francisco Javier, construida como una fortaleza en la que poder refugiarse de los ataques de los piratas. Algunas torres de defensa y vigía en el litoral complementaron el sistema defensivo de la isla y convirtieron el segundo repoblamiento en definitivo. Con el paso del tiempo se fueron creando pequeños núcleos de población en torno a las iglesias que se iban construyendo, aunque la mayoría de la población se ha encontrado siempre dispersa en pequeñas casas de campo. Hacia mediados del siglo XVIII la población de Formentera era de 400 personas y a finales del siglo XIX la isla tenía ya casi 2000 habitantes.

### Edad Contemporánea
A partir de los años 1960 y 70 se empezó a desarrollar una incipiente industria turística, caracterizada por un ambiente de relajamiento y tranquilidad. Hasta 1968 no contó con luz y hubo que esperar cuatro años más para contar con el respaldo de una línea eléctrica submarina desde Ibiza. De forma paralela, a finales de la década de 1960 se inició el movimiento hippy en Formentera, hecho que marcó profundamente la personalidad de la isla.
Durante mucho tiempo el pueblo de Formentera luchó para que la isla dejase de depender de Ibiza y, como las demás islas, tuviese su propio Consejo Insular. En 2007, tras la reforma del Estatuto de Autonomía de Baleares de 1983, Formentera consiguió el Consejo Insular propio, segregándose del Consejo Insular de Ibiza y Formentera.

## Demografía
Formentera cuenta con una población de 11 389 habitantes (INE 2024).
| Gráfica de evolución demográfica de Formentera entre 1842 y 2021 |
| |
| Población de derecho según los censos de población del INE Población de hecho según los censos de población del INEEntre el censo de 1897 y el anterior, aparece este municipio porque se segrega del municipio Ibiza Entre el censo de 1877 y el anterior, este municipio desaparece porque se integra en el municipio Ibiza |

| Nacionalidad | Hombres | Mujeres | Total | %      | Proporción |
| ------------ | ------- | ------- | ----- | ------ | ---------- |
| Española     | 4273    | 3958    | 8231  | 72.0 % |            |
| Extranjera   | 1665    | 1522    | 3187  | 27.9 % |            |

Según el Instituto Nacional de Estadística de España, en el año 2022 Formentera contaba con 11 418 habitantes censados, que se distribuyen de la siguiente manera:

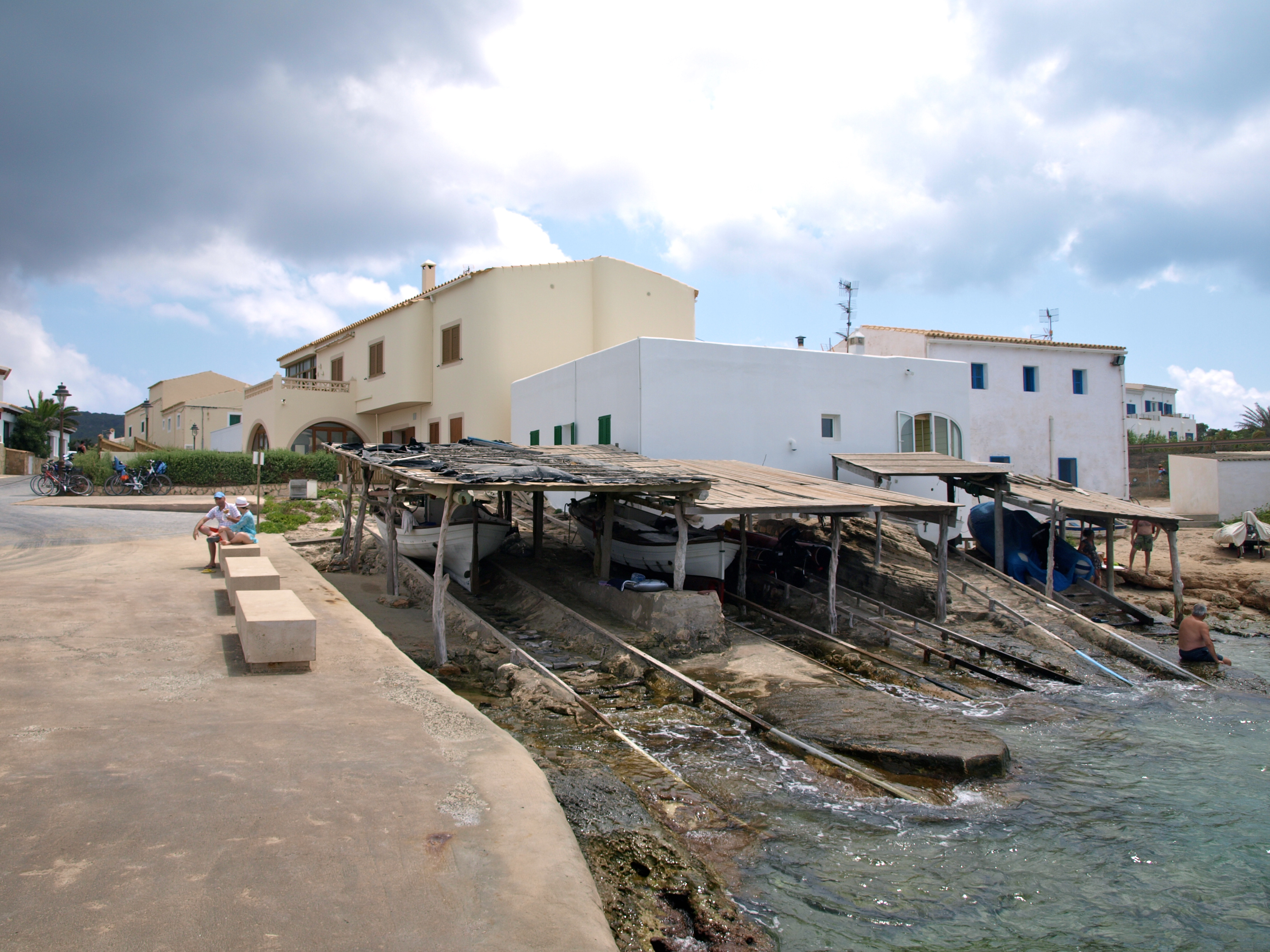
Localidad de El Caló

| Unidad poblacional        | Hab.   |
| ------------------------- | ------ |
| San Francisco Javier      | 3362   |
| San Fernando de las Rocas | 2801   |
| Cabo de Berbería          | 1765   |
| Pilar de la Mola          | 992    |
| La Sabina                 | 826    |
| Los Pujols                | 806    |
| El Caló                   | 421    |
| Las Bardetas              | 437    |
| Las Salinas               | 8      |
| Total                     | 11 418 |

## Administración y política
Su órgano de gobierno es el Consejo Insular de Formentera. En el Parlamento de las Islas Baleares elige a 1 diputado, en el Senado de España a 1 senador junto con Ibiza).
Las primeras elecciones al Consejo Insular de Formentera las ganó la formación localista y de izquierdas Gente por Formentera (GxF), que obtuvo 1134 votos y cinco concejales-consejeros. El Partido Popular obtuvo 1068 votos y cuatro concejales, en tanto que PSOE y la candidatura independiente Grupo Independiente de Formentera (GUIF) obtuvieron dos concejales respectivamente. Gente por Formentera y el PSOE llegaron a un acuerdo por el que Jaume Ferrer Ribas fue elegido alcalde y presidente del primer Consejo de Formentera.
Actualmente el Consejo es gobernado por el La Unión de Formentera (Sa Unió) —coalición que incluye al Partido Popular—, siendo la presidente Óscar Portas Juan.
| Periodo   | Nombre                      | Partido | Partido                                                     |
| --------- | --------------------------- | ------- | ----------------------------------------------------------- |
| 1979-1982 | Antoni Calafat Mayans       |         | Unión de Centro Democrático (UCD)                           |
| 1982-1983 | Antoni Serra Colomar        |         | Unión de Centro Democrático (UCD)                           |
| 1983-1987 | Víctor Tur Ferrer           |         | Partit Socialista de les Illes Balears (PSIB-PSOE)          |
| 1987-1989 | Bartomeu Ferrer Mari        |         | Partit Socialista de les Illes Balears (PSIB-PSOE)          |
| 1989-1991 | Vicent Serra Ribes          |         | Alianza Popular (AP)                                        |
| 1991-1993 | Bartomeu Ferrer Mari        |         | Partit Socialista de les Illes Balears (PSIB-PSOE)          |
| 1993-1996 | Antoni Serra Colomar        |         | Grupo Independiente de Formentera (GIF)                     |
| 1996-1999 | Vicent Escandell Mayans     |         | Partido Popular (PP)                                        |
| 1999-2003 | Isidor Torre Cardona        |         | Coalició d'Organitzacions Progressistes de Formentera (COP) |
| 2003-2005 | Juan Manuel Costa           |         | Partido Popular (PP)                                        |
| 2005-2007 | Isidor Torre Cardona        |         | Coalició d'Organitzacions Progressistes de Formentera (COP) |
| 2007-2019 | Jaume Ferrer Ribas          |         | Gente por Formentera (GxF)                                  |
| 2019-2021 | Alejandra Ferrer Kirschbaum |         | Gente por Formentera (GxF)                                  |
| 2021-2023 | Ana Juan Torres             |         | Partit Socialista de les Illes Balears (PSIB-PSOE)          |
| 2023-2024 | Lorenzo Córdoba Marí        |         | Sa Unió de Formentera (SUF)                                 |
| 2024-act. | Óscar Portas Juan           |         | Sa Unió de Formentera (SUF)                                 |

| Partido político                                   | 2023  | 2023  | 2023       | 2019  | 2019  | 2019       | 2015  | 2015  | 2015       | 2011  | 2011  | 2011       | 2007  | 2007  | 2007       |
| Partido político                                   | %     | Votos | Concejales | %     | Votos | Concejales | %     | Votos | Concejales | %     | Votos | Concejales | %     | Votos | Concejales |
| Sa Unió de Formentera (SUF)-Partido Popular (PP)   | 47,12 | 1870  | 9          | 33,74 | 1329  | 6          | 21,96 | 802   | 4          | 34,66 | 1308  | 5          | 30,88 | 1068  | 4          |
| Gent per Formentera (GxF)                          | 25,95 | 1030  | 5          | 35,50 | 1398  | 6          | 49,75 | 1817  | 9          | 44,04 | 1662  | 6          | 32,78 | 1134  | 5          |
| Partit Socialista de les Illes Balears (PSIB-PSOE) | 17,69 | 702   | 3          | 26,86 | 1058  | 5          | 13,88 | 507   | 2          | 15,29 | 577   | 2          | 19,63 | 679   | 2          |
| Compromís amb Formentera                           | –     | –     | –          | –     | –     | –          | 12,6  | 460   | 2          | –     | –     | –          | –     | –     | –          |
| Grupo Independiente de Formentera (GIF)            | –     | –     | –          | –     | –     | –          | –     | –     | –          | –     | –     | –          | 14,98 | 518   | 2          |

## Comunicaciones

### Ferry
Desde 2019 existe una conexión directa con la Península desde Denia (Alicante). El único modo para acceder a la isla es en barco. El puerto de salida más habitual es Denia, para la península, o desde el cercano puerto de Ibiza, entre islas. El barco permite el viaje con automóvil. También salen barcos desde la playa d'en Bossa y Santa Eulalia. 
Las compañías que operan son varias. Unas ofrecen barcos más rápidos con un mayor precio y otras barcos más lentos, pero a un precio más económico. 
Barcos rápidos con salida desde el puerto de Denia o desde Ibiza son: Ferry Ibiza Formentera, Mediterranea Pitiusa, Baleària, Trasmapi y Aqua Bus.
Barcos lentos que no salen del puerto de Ibiza, sino que salen desde otros puertos: Aqua Bus (Playa d'en Bossa y Figueretas) y Ferry Santa Eulalia (desde Santa Eulalia, es Caná y Cala Llonga).

### Autobús
Para moverse dentro de la isla en autobús hay cuatro líneas que unen los principales puntos de la isla como el puerto de La Sabina o San Francisco Javier.

### Carreteras

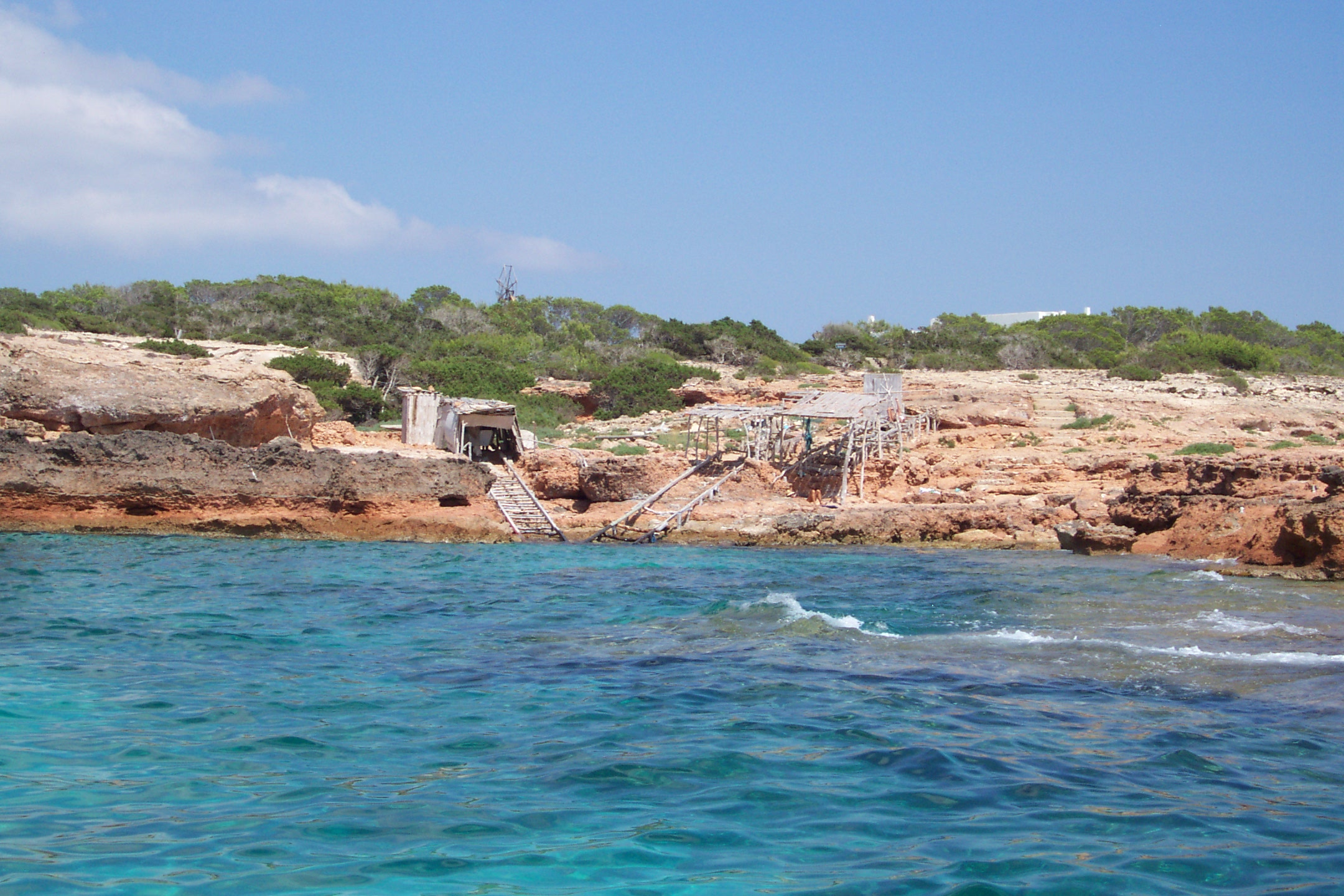
Cala Saona

Formentera dispone de una red de carreteras entre las que destaca la PM-820, que atraviesa la isla pasando por los núcleos de mayor importancia.

## Cultura
Formentera celebra sus fiestas en torno al 25 de julio en honor a san Jaime, patrón de la isla.

## En las artes y la cultura popular
En la isla de Formentera fue rodada la película Lucía y el sexo. Algunas locaciones que aparecen en la misma son la cala Saona, la isla de Espalmador y el faro de Cabo de Berbería.